# Фридман, Марша
Марша Фридман (ивр. מרשה פרידמן‎, 17 мая 1938 — 21 сентября 2021) американо-израильская борец за мир, права женщин и права геев. В начале 1970-х она участвовала в создании и возглавляла феминистское движение в Израиле. Фридман была президентом-основателем «Брит Цедек ве-Шалом» и бывшим президентом фестиваля еврейского кино в Сан-Франциско.

## Биография
Фридман родилась в Ньюарке в США и получила степень бакалавра в Беннингтонском колледже и степень магистра в Нью-Йоркском университете. В период с 1960 по 1967 год она была активным участником Американского движения за гражданские права. В 1967 году она иммигрировала в Израиль и вскоре стала заниматься активизмом и политикой. Она прославилась своим желанием улучшить законы об абортах и привлечь внимание к движению за гражданские права. Она помогла основать израильское феминистское движение в 1971 году.
В 1973 году феминистское движение решило поддержать партию Рац Шуламит Алони (Движение за гражданские права), и Фридман получил третье место в списке партии. Она привлекла внимание Шуламит Алони, основанное на её страсти, преданности делу и энтузиазме по отношению к движению. Партия получила три места, и Фридман была избрана в Кнессет 8-го созыва. Вскоре Рац влился в Яад — Движение за гражданские права, но Фридман и Арье Элиав отделились и сформировали Социал-демократическую фракцию (позже переименованную в Независимую социалистическую фракцию). Фридман служила в Кнессете с 1974 по 1977 год. Она стала активным сторонником движения за права геев.
Перед выборами 1977 года Фридман сформировала Женскую партию хотя она не баллотировалась в качестве её кандидата. Партия не смогла преодолеть процентный барьер в 1 %, хотя ей удалось привлечь общественную поддержку по женским вопросам. Будучи членом Кнессета, Фридман открыто высказывалась по женским вопросам и доводила до сведения общественности вопросы, которые никогда не обсуждались публично в Израиле, включая домашнее насилие, рак груди, изнасилования, инцест и подростковая проституция. Кроме того, Фридман все больше вовлекалась в обсуждение мира с палестинцами.
Фридман была одним из первых сторонников создания независимого палестинского государства. Она поддерживала связь с Организацией освобождения Палестины и поддерживала то, что сейчас известно как два государства для двух народов.
Фридман помогла создать сеть защиты и поддержки женщин в Израиле. Вместе с Барбарой Сверски и другими она была соучредителем первого израильского приюта для женщин, подвергшихся побоям, открытого в 1977 году в Хайфе. Фридман покинула Израиль и вернулась в США в 1981 году. Она снова жила в Израиле с 1997 по 2002 год и основала Сообщество обучающихся женщин, которое предоставляло образование в области женских исследований и компьютерной грамотности. Фридман по-прежнему регулярно бывала в Израиле, и в 2007 году Хайфе прошла церемония в её честь.
Фридман написала статью под названием «Феминистские публикации в Израиле» для Бюллетеня женских исследований в 1980 году. Она рассказала о различных книжных магазинах, где продаются феминистские книги на иврите, и о шести издательствах, которые разрешают публиковать феминистские произведения. Она также рассказала о том, как мало книг по феминизму изначально было написано на иврите, и о минимальных усилиях по публикации феминистских сочинений.
Фридман написала мемуары под названием «Изгнание в землю обетованную» . Её мемуары были посвящены отцу по имени Филипп Принс.
Одна из основателей женского центра «Коль ха-иша» в Хайфе и в Иерусалиме.
«Брит Цедек ве-Шалом» — произраильская организация, выступающая за мир. Фридман была избрана в правление организации в 2002 году, а затем стала президентом. В 2010 году Брит Цедек ве-Шалом объединилась с J Street.